# Mohamed Osman Jawari
Mohamed Osman Jawari (in arabo محمد عثمان جواري; in somalo Maxamed Cismaan Jawaari; Afgoi, 7 dicembre 1945 – Mogadiscio, 28 giugno 2024) è stato un politico somalo.

## Biografia
Dall'agosto 2012 fu Presidente del Parlamento della Somalia. Dall'agosto al settembre 2012 fu Presidente ad interim della Somalia.